# Мичуринский (Новосибирский район)
Мичу́ринский — посёлок в Новосибирском районе Новосибирской области России. Административный центр Мичуринского сельсовета.

## География
Площадь посёлка — 50 гектаров.

## Население
| 2002 | 2007  | 2010  |
| ---- | ----- | ----- |
| 1093 | ↗1153 | ↗1208 |

## Инфраструктура
В посёлке по данным на 2007 год функционируют 1 учреждение здравоохранения и 1 учреждение образования.